# كلية كوركوران للفنون والتصميم
كلية كوركوران للفنون والتصميم (بالإنجليزية: Corcoran School of the Arts and Design)‏ هي جامعة تأسست في 1889 بالولايات المتحدة.